# Coari
Coari, amtlich Município de Coari, ist eine brasilianische Gemeinde im Bundesstaat Amazonas. Die Stadt ist der Sitz der römisch-katholischen Diözese Coari. Die Bevölkerungszahl wurde 2024 auf 73.820 Einwohner geschätzt, die Coarienser (coarienses) genannt werden und auf einem Gemeindegebiet von rund 57.971 km² (2019) leben. Die Entfernung zur Hauptstadt Manaus beträgt 363 km. 
Auf dem Gebiet der Gemeinde befinden sich mehrere Naturschutzgebiete.
Der Gemeindesitz von Coari ist eine der größten Städte des Bundesstaates Amazonas. Das Gebiet verfügt über Öl- und Erdgasreserven. Coari wird vom 6 km von der Innenstadt von Coari entfernten Flughafen Coari angeflogen. Der Flughafen Porto Urucu in der 470 km entfernten Porto Urucu genannten Region dient der Bevölkerung, die für Petrobras arbeitet.
Der Siedlungskern lag in einer Gründung am Coari-See durch den böhmischen Jesuitenmissionar Samuel Fritz am Anfang des 18. Jahrhunderts. Im 19. Jahrhundert stand das Gemeindegebiet unter Verwaltung von Tefé, erhielt als Vila de Coari am 1. Mai 1874 Stadtrechte und wurde aus Tefé ausgegliedert. Das große Gemeindegebiet ist in Distrikte gegliedert: Distrito de Coari, gleichzeitig Sitz des Munizips, Distrito de Camará, Distrito de Barro Alto, Distrito de Copiá und Distritro de Peorini.
Teils spricht die Bevölkerung den Dialekt Amazofonia, auch als Nortista bezeichnet.

## Sehenswürdigkeiten

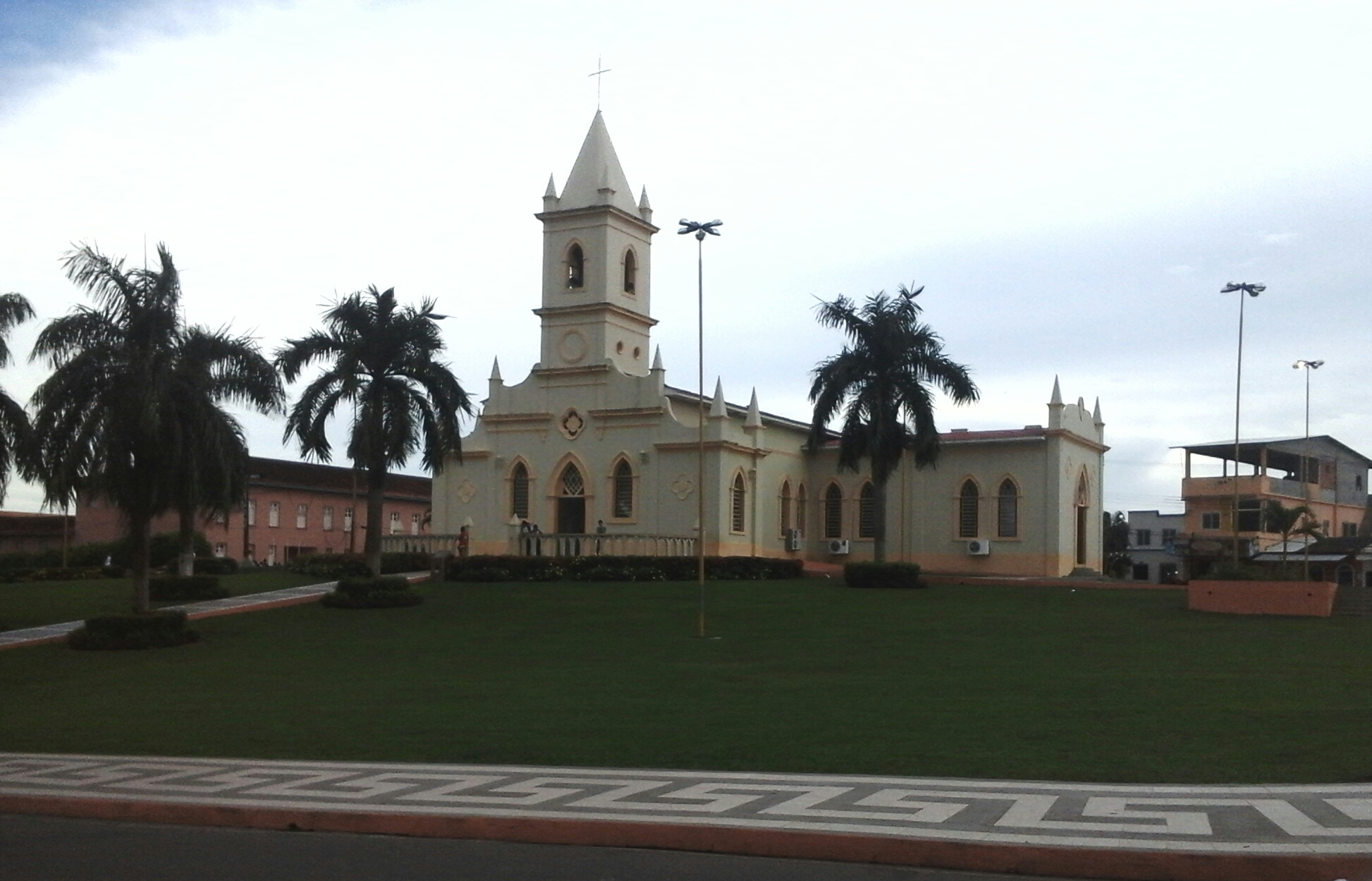
Igreja Matriz de Coari

## Söhne und Töchter der Stadt
- Silvério José Nery (1858–1934), ehemaliger Gouverneur von Amazonas